# Yerióminskaya
Yeriómisnkaya (del ruso: Ерёминская) es una stanitsa del raión de Labinsk del krai de Krasnodar, en el sur de Rusia. Está situada a orillas del río Chamlyk, afluente del Labá, tributario del Kubán, 22 km al este de Labinsk y 164 km al sureste de Krasnodar, la capital del krai. Tenía 441 habitantes en 2010
Pertenece al municipio Voznesénskoye.